# 블라디미로 몬테시노스
블라디미로 몬테시노스(스페인어: Vladimiro Montesinos)는 페루의 군인 출신 정치인으로 페루의 국가정보부장을 지낸 인물이다.
아레키파에서 그리스 공산주의자의 아들로 태어났다. 풀네임은 블라디미로 일리치 몬테시노스 토레스(스페인어: Vladimiro Ilich Montesinos Torres)인데, 블라디미로 일리치는 소련의 공산주의 지도자 블라디미르 레닌의 이름에서 온 거다. 1965년 파나마의 미군사관학교의 사관후보생으로 졸업했으며, 페루에 귀국한 이후 초리요스의 군사관학교에서 공부했다. 1970년대 후안 벨라스코 군사정권 하에서 군 대위가 되었고, 1973년 당시 총리 겸 군 최고지도자인 에드가르도 메르카도 하린 장군의 보좌관으로 일하며 군에서 명성을 떨쳤으나, 3년 만에 미국에 국가기밀정보를 넘긴 것이 발각되어 불명예 제대하였다. 1977년 징역 1년을 선고받았다.
1978년 석방 후 사촌이자 변호사인 세르히오 카르데날 몬테시노스의 도움을 받으며 일하다가, 동년 4월 리마의 산마르코스 국립대학에 입학하여 사기수단을 통해 3개월 만에 법률 학위를 땄다. 8월 자신의 학위를 갖고 고등법원의 변호사가 되었고, 10일 뒤 리마 변호사 협회의 일원이 되었다. 하지만, 1980년대 콜롬비아의 마약상과 불법 마약 거래를 하며 악명을 떨쳤고, 결국 에콰도르로 망명했다. 얼마 후 페루로의 귀국이 허락되자 그는 귀국했으며, 이후 1990년 당시 야당 총재였던 알베르토 후지모리를 만나 인연을 맺었고, 이후 후지모리가 당선되자 그는 국가정보부장이 되었다.
이후 후지모리의 절대적 신임을 받는 인물로서, 그는 독재적인 권력을 휘두르기 시작했다. 1992년 입법부와 행정부의 마찰 과정에서 후지모리가 계엄령을 선포했을 때, 그는 의회 해산 및 법원 봉쇄를 지휘했으며, 1995년 후지모리가 재선에 출마하자 막후 접촉을 통해 야당 후보들의 출마를 막는 공작을 펼치기도 했다. 그는 사법부 및 언론을 철저히 통제하여 "후지모리를 능가하는 막후 권력자"라고 비난받았다. 1996년 페루의 마약 카르텔 두목인 데메트리오 차베스가 코카인 밀반출 묵인을 대가로 그에게 매달 5만 달러씩을 상납했다고 폭로한 이후 마약 조직과의 연루설이 끊임없이 제기됐으나, 절대권력을 이용해 위기를 모면했다. 그러나 이는 자신은물론 후지모리에게도 큰 지장이 되었으며, 2000년 후지모리의 3선 후 야당 의원을 매수하는 장면이 담긴 비디오테이프가 폭로되면서 몰락했다. 이 사건 직후 후지모리에 반대하는 시위가 끊이질 않았고, 결국 후지모리는 의회에서 탄핵됨과 함께 일본으로 망명했다. 몬테시노스 본인도 요트를 이용해 몰래 파나마로 망명했으나 이듬해 베네수엘라에서 체포돼 페루로 송환되었다. 이후 부정부패와 반인권범죄 등의 혐의를 받아 징역 25년 형을 선고받았다. 한편 페루 정부는 그가 갖고 있던 100만달러 상당의 보석을 압수했으며, 2014년 8월 경매되었다.

## 참고
1. 1 2 3 4 5 6 7 8 9 10  한국일보 (2001년 6월 25일). “[후지모리 오른팔] 블라디미로 몬테시노스”. 2015년 2월 3일에 확인함.
2. 1 2 3 4  이동경 (2014년 7월 27일). “페루, 다이아몬드 400개 박힌 시계 등 경매”. 2015년 2월 3일에 확인함.